# Диалло, Абдулайе (футболист, 1996)
Абдулайе́ Диалло́ (фр. Abdoulaye Diallo; род. 15 января 1996, Тиес) — сенегальский футболист, нападающий клуба «Хонг Линь Ха Тинь».

## Клубная карьера
Футболом начал заниматься у себя на родине. На юношеском уровне выступал за португальские клубы из низших лиг «Шавеш» и «Оэйраш», а также за лиссабонский «Спортинг». На взрослом уровне начинал выступать за «Оэйраш» и «Примейру де Децембру» в третьем по силе дивизионе Португалии. В начале 2016 года перебрался в «Авеш», выступавший во второй лиге. Дебютировал в основном составе 9 февраля 2016 года в игре со второй командой «Бенфики». Диалло появился на поле на 73-й минуте вместо Алешандре Гедеша. До конца чемпионата сенегальский нападающий провёл ещё 8 игр, но результативными действиями в них не отметился.
Следующие два сезона провёл на правах аренды в «Примейру де Дезембру» из Национального чемпионата, «Реал СК» из Второй лиги, а также во второй команде «Авеша». Зимой 2019 года вернулся в основную команду, которая к тому времени вышла в Примейру. Свою первую игру в чемпионате Португалии провёл 1 марта против «Боавишты». Диалло вышел на полев концовки встречи при счёте 2:0 в пользу его команды, заменив Лукиньяса. В последующие два года сенегалец сыграл ещё в 5 встречах чемпионата Португалии.
17 марта 2020 года перерался в Белоруссию, подписав контракт с брестским «Рухом». Срок соглашения рассчитан на два года. Дебютировал в чемпионате Белоруссии 20 марта в гостевом поединке с минским «Динамо». Сенегальский нападающий на 76-й минуте вышел на замену вместо Артёма Петренко. 31 мая вышел в стартовом составе на дерби с «Динамо-Брест» и уже на 14-й минуте встречи открыл счёт, однако, это не помогло «Руху». Игра завершилась разгромным поражением 1:4. Всего Диалло принял участие в 14 встречах, в которых забил 4 мяча.
10 июля на правах аренды до конца сезона Абдулайе Диалло перешёл в «Динамо-Брест». 25 июля впервые сыграл за новую команду в гостевой встрече с «Ислочью». Он вышел в стартовом составе и на 5-й добавленной к основному времени матча минуте заработал предупреждение.
Осенью 2021 года выступал в первом дивизионе России за «Оренбург».